# Edward Platt
Edward Platt, även känd som Edward C. Platt, född 14 februari 1916 i Richmond, numera Staten Island, New York, död 19 mars 1974 i Santa Monica, Kalifornien, var en amerikansk skådespelare. Han hade biroller i flera av Hollywoods storfilmer på 1950-talet. Dock är han främst ihågkommen för sin roll som The Chief i serien Smart på 1960-talet.

## Filmografi, urval
- 1955 – Mord på fel person
- 1955 – Ung rebell
- 1956 – Förrädaren
- 1956 – Sheriffen från Keystone
- 1956 – För alla vindar
- 1957 – Förlåt, vi är visst gifta
- 1957 – I skuggan av ett mord
- 1959 – I sista minuten
- 1960 – Pollyanna
- 1962 – Farlig främling
- 1965 – Smart (TV-serie) (1965-1970)